# Stephen Coughlan
Stephen Coughlan (* 26. Dezember 1910 in Limerick, Irland; † 20. Dezember 1994 ebenda) war ein irischer Politiker der Clann na Poblachta und der Irish Labour Party. Er war von 1961 bis 1977 Teachta Dála (Abgeordneter) im Dáil Éireann, dem irischen Unterhaus. Von 1951 bis 1952 und von 1969 bis 1970 war er Bürgermeister (Mayor) von Limerick.

## Biografie
Coughlan arbeitete ab 1928 als Versicherungsvertreter in Tralee (County Kerry). Um 1930 wurde er für die IRA rekrutiert. Er behauptete selbst, an einem versuchten Attentat auf Eoin O’Duffy beteiligt gewesen zu sein. Als sein IRA-Kamerad und Freund Charlie Kerins, Stabschef der IRA, im Dezember 1944 hingerichtet wurde, beschloss Coughlan, dem Untergrundkampf abzuschwören. 1947 wurde er Gründungsmitglied der Clann na Poblachta. Weder bei den Wahlen 1954 noch bei den Wahlen 1957 gelang es ihm, im Wahlkreis Limerick East einen Sitz im Dáil Éireann zu gewinnen. Ende der 1950er Jahre verließ Coughlan die Clann na Poblachta und trat Labour bei. Schon bei den Wahlen 1961 errang er dann den angestrebten Sitz, den er auch bei den Wahlen 1965 verteidigen konnte.
Ab 1966 führte ein Streit zwischen Coughlan, der für die ländlichen Angelegenheiten um Limerick eintrat, und Jim Kemmy, der sich auf die Arbeiterorganisation im städtischen Kontext fokussierte, zu einer Krise in der Labour Party, die auch durch externe Eingriffe auf Jahre anhielt.
Bei den Wahlen 1969 konnte Coughlan seinen Sitz halten. Ab dieser Zeit äußerte er sich vermehrt antikommunistisch und sah den Trend in der Labour Party, auch Intellektuelle aufzunehmen, kritisch. Seine Äußerungen über eine maoistische Gefahr sorgte für Angriffe auf einen Buchladen, der vornehmlich solche Literatur anbot.
Er äußerte Sympathien für Übergriffe auf die jüdische Bevölkerung in Limerick 1904.
Bei den Wahlen zum Dáil Éireann 1973 gelang es ihm letztmals, seinen Sitz im Dáil zu verteidigen. Bei den Wahlen 1977 ging er dann als Verlierer vom Feld.
Er war seit 1943 mit Patricia Hanley verheiratet und hatte mit ihr zwei Söhne und eine Tochter.